# Bãi Đèn Pha
Bãi Đèn Pha là một thực thể thuộc nhóm Lưỡi Liềm của quần đảo Hoàng Sa có tọa độ địa lý là  16°32′B 111°36′Đ / 16,533°B 111,6°Đ.  Bản đồ hành chính Việt Nam ghi tên thực thể này nằm phía đông đảo Hoàng Sa, có thể chỉ cả rạn san hô mà đảo Hoàng Sa tọa lạc hoặc là một bãi ngầm san hô được phía Trung Quốc gọi là San Hô Đông ám sa (tiếng Trung: 珊瑚东暗沙, bính âm: Shanhu Dong ansha) với tọa độ hơi lệch về phía Đông là 16°32′0″B 111°37′42″Đ / 16,53333°B 111,62833°Đ.